# Asta Nielsen
Asta Nielsen (ur. 11 września 1881 w Kopenhadze, zm. 24 maja 1972 tamże) – duńska aktorka filmowa, gwiazda ery filmu niemego.

## Życiorys
Asta Nielsen dorastała w Danii i Szwecji. Jej matka była praczką, ojciec kowalem. Zmarł, gdy Asta miała 14 lat. Już jako dziecko miała styczność z teatrem. Od 1902 roku była zatrudniona już na stałe w Kopenhadze. Jej pierwszy film, Afgrunden (Przepaść), poskutkował dla niej i dla reżysera Urbana Gada kontraktem w Niemczech na produkcję filmów.
Początkowo występowała wyłącznie w filmach reżyserii jej ówczesnego męża, Urbana Gada. Najczęściej grała kobiety konfliktowe, których zachowanie nie odpowiadało zbytnio społecznym konwencjom, tak jak np. w Der fremde Vogel (1911) und Die arme Jenny (1912). Nielsen miała również talent do ról komicznych. Dowodem tego był sukces filmu Engelein (1914) przyczynił się do nakręcenia następnej części.
W roku 1916 powróciła do Danii i przyjechała ponownie do Niemiec dopiero po I wojnie światowej. Od tamtego czasu występowała głównie w ekranizacjach powieści i dramatów. W latach 1920–1922 sama nakręciła trzy filmy. Jeden z nich był ekranizacją Hamleta Shakespeare’a, w której gra księcia Danii.
Uważa się, że Asta Nielsen była pierwszą kobiecą wielką gwiazdą filmu niemego. Nigdy nie pozostawała wierna wyłącznie jednej roli: Grała zarówno załamane, cierpiące kobiety, jak i upadłe; zarówno tancerki, jak i zwykłe pracownice. Jej mowa ciała zawsze była subtelna i delikatna, ale i jednocześnie bardzo wymowna.
Gdy pojawiły się filmy dźwiękowe, jej gwiazda przygasła. Wystąpiła tylko w jednym filmie Unmögliche Liebe. Jednak nie przyniosło to jej korzyści: choć miała bardzo przyjemny głos, straciła na znaczeniu jej słynna gra min. Od tego czasu odrzucała propozycje wystąpienia w filmach. Oddała się teatrowi, a w 1946 roku wydała własną autobiografię Die schweigende Muse (Milcząca muza). W 1963 roku została wyróżniona za długoletnią i wybitną działalność w niemieckim filmie.
We wrześniu 2010 roku została upamiętniona w Alei Gwiazd w Berlinie.

### Wybrana filmografia
- Przepaść (1910)
- Aniołek (1914)
- Rausch (1919)
- Hamlet (1920)
- Zatracona ulica (1925)
- Tragedia dziewczyny ulicznej (1927)